# Chiến dịch Union II
Chiến dịch Union II là nhiệm vụ tìm và diệt tại Thung lũng Quế Sơn, Quảng Nam, Việt Nam Cộng hòa do Trung đoàn 5 Thủy quân lục chiến (TQLC) thực hiện từ ngày 26 tháng 5 đến ngày 5 tháng 6 năm 1967. Quân đội Nhân dân Việt Nam (QĐNDVN) có 701 người thiệt mạng và 23 người bị bắt, trong khi thương vong của Quân đội Mỹ là 110 người chết và 241 người bị thương.

## Bối cảnh
Thung lũng Quế Sơn nằm dọc theo biên giới của tỉnh Quảng Nam và Quảng Tín, Việt Nam Cộng hòa. Trong suốt thời kỳ Chiến tranh Việt Nam, nó nằm ở phần phía nam của Quân đoàn I Việt Nam Cộng hòa. Đông dân và giàu lúa gạo, thung lũng này được phía cộng sản coi là một trong những chìa khóa để kiểm soát năm tỉnh phía Bắc của Việt Nam Cộng hòa và đến đầu năm 1967, ít nhất hai trung đoàn của Sư đoàn 2 QĐNDVN đã xâm nhập vào khu vực này. Thung lũng Quế Sơn cũng được Bộ Tư lệnh Viện trợ Quân sự Mỹ tại Việt Nam (MACV) công nhận là có tầm quan trọng về mặt chiến lược. Tiểu đoàn 1 và Tiểu đoàn 3, TQLC số 5, vốn là những đơn vị giàu kinh nghiệm, từng tham chiến ở miền Nam Việt Nam kể từ khi họ đặt chân đến nơi đây vào mùa hè năm 1966, được điều động đến thung lũng này vào năm 1967 nhằm yểm trợ Quân lực Việt Nam Cộng hòa (QLVNCH) đông hơn trong khu vực.
Trong suốt Chiến dịch Union từ ngày 21 tháng 4 đến ngày 16 tháng 5, Tiểu đoàn 3, TQLC số 1 đã giao tranh với Trung đoàn 21 QĐNDVN gần tiền đồn TQLC trên núi Lộc Sơn hòng kiểm soát phần phía nam Thung lũng Quế Sơn. Chiến dịch Union II được phát động vào ngày 26 tháng 5 nhằm tiêu diệt tàn quân đang rút lui của QĐNDVN bằng trực thăng vũ trang của Trung đoàn 5 TQLC, do Đại tá Kenneth J. Houghton chỉ huy. Cuộc hành quân được phối hợp với các đợt tấn công trên bộ của Trung đoàn 6, Sư đoàn 2 và Liên đoàn 1 Biệt động quân của QLVNCH.

## Mở đầu
Kế hoạch này yêu cầu Tiểu đoàn 1/5 TQLC, do Trung tá Hilgartner chỉ huy, phải thiết lập các vị trí chốt chặn ở phần phía tây của thung lũng trong khi Tiểu đoàn 3/5 TQLC, do Trung tá Esslinger chỉ huy, sẽ thực hiện một cuộc tấn công bằng trực thăng vào phần phía nam của thung lũng và càn quét về phía đông bắc. Trong lúc đó, ba tiểu đoàn thuộc Liên đoàn Biệt động quân QLVNCH sẽ tấn công về phía tây nam từ hướng Thăng Bình, trong khi hai đơn vị thuộc Trung đoàn 6 tấn công về phía tây bắc từ một vị trí nằm gần Tam Kỳ. QLVNCH đặt tên cho chiến dịch mà họ tham gia là Hành quân Liên Kết 106.:68

## Diễn biến

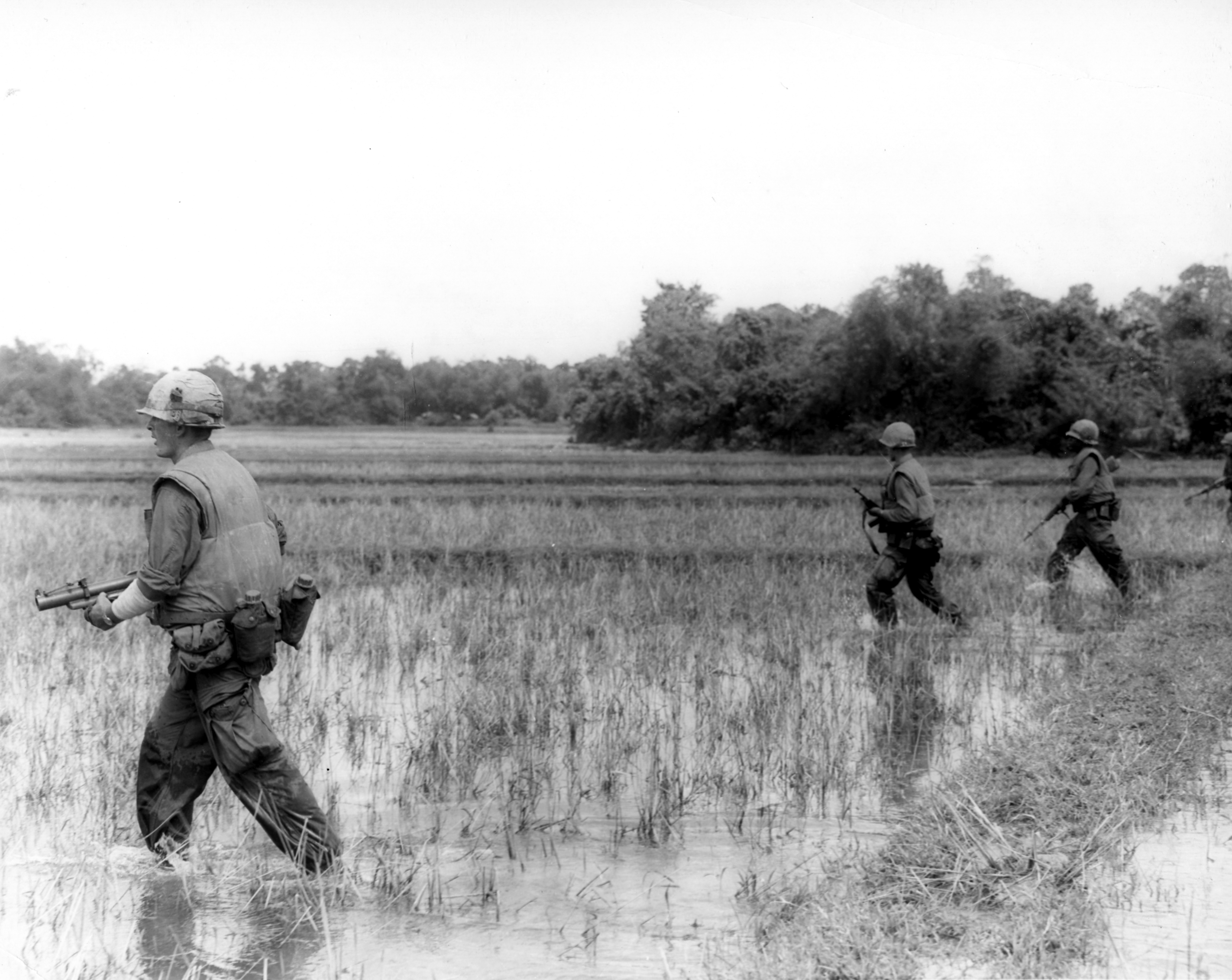
Thủy quân lục chiến số 5 băng qua cánh đồng lúa để tìm kiếm tay súng bắn tỉa của địch.

Cuộc hành quân bắt đầu vào sáng ngày 26 tháng 5 với việc di chuyển của 1/5 TQLC và QLVNCH diễn ra theo đúng kế hoạch. 3/5 TQLC, gồm ba đại đội bộ binh, một đại đội vũ khí và một nhóm chỉ huy, được trực thăng chở đến Bãi Đáp (LZ) Eagle (15°37′49″B 108°15′54″Đ / 15,6303°B 108,265°Đ), một khu vực cách tiền đồn Lộc Sơn 5 km về phía đông. Hai đợt đầu tiên đến bãi đáp chỉ hứng chịu hỏa lực vũ khí hạng nhẹ, nhưng do phần lớn tiểu đoàn đổ bộ xuống rồi nên bãi đáp phải hứng chịu hỏa lực vũ khí hạng nặng và súng cối. Lúc 11 giờ 34 phút quân phòng thủ địch bắn hạ một chiếc CH-46A Sea Knight trên bãi đáp. Một cuộc tấn công của các Đại đội L và M được phát động nhằm giảm bớt áp lực lên bãi đáp đã phát hiện cả một đạo quân QĐNDVN cố thủ vững vàng, được xác định là các đơn vị thuộc Trung đoàn 3 QĐNDVN, phía đông bắc bãi đáp.:68
Nhờ có sự yểm trợ của pháo binh và không kích, Đại đội I bao vây sườn QĐNDVN, và TQLC nhanh chóng chiếm thế thượng phong. Đến chiều muộn, TQLC đã tràn ngập các vị trí cuối cùng của QĐNDVN, đếm được 118 người chết vì TQLC có 38 người chết và 82 người bị thương.:68–70 Lực lượng TQLC và QLVNCH càn quét khu vực này trong ba ngày tiếp theo nhưng các liên lạc bị giảm sút khi QĐNDVN rút khỏi khu vực. Kết luận rằng địch đã bị đánh tan tác, QLVNCH kết thúc phần hành quân của mình.:70
Tuy nhiên, Houghton không bị thuyết phục và phản hồi lại bản báo cáo tình báo, ông chỉ đạo TQLC số 5 tiếp tục càn quét khu vực này. Sáng ngày 2 tháng 6, Trung đoàn đang càn quét về phía quần thể Làng Vĩnh Huy (15°38′28″B 108°17′10″Đ / 15,641°B 108,286°Đ). Tiểu đoàn 3, TQLC số 1 chạm trán với 200 lính QĐNDVN cố thủ cách hiện trường trận chiến ngày 26 tháng 5 1 km về phía đông, họ tiến hành giao tranh và áp đảo đối phương lúc 13 giờ 30 phút. Đúng lúc ấy, Tiểu đoàn 1/5 TQLC đang tiến về phía trước để giảm áp lực cho Tiểu đoàn 3/5 TQLC thì bị đối phương phục kích khi đang băng qua cánh đồng lúa rộng 1.000 mét. Bị kẹt trong làn đạn tứ phía, TQLC đã phải chốt chặn và củng cố cứ điểm của mình trong lúc gọi pháo binh và không kích vào các vị trí của đối phương. Trong trận giao tranh ác liệt, Đại đội F do Đại úy James A. Graham chỉ huy đã bị tiêu diệt. Đại úy Graham được truy tặng Huân chương Danh dự vì có công bảo vệ đến người cuối cùng đại đội tử thương của mình.:71–2
Lúc 14 giờ 20 phút Houghton kêu gọi sự cam kết của "Lực lượng Phản ứng Bald Eagle" dự bị của Sư đoàn 1 TQLC, một đơn vị lực lượng phản ứng cỡ tiểu đoàn bao gồm Đại đội E, Tiểu đoàn 2, TQLC số 5; Đại đội D, Tiểu đoàn 1, TQLC số 7; và Đại đội E, Tiểu đoàn 2, TQLC số 7 do Trung tá Mallett C. Jackson Jr., Tiểu đoàn trưởng Tiểu đoàn 2/5 TQLC chỉ huy. Lúc 19 giờ, khi màn đêm buông xuống, các Đại đội E, 2/5 TQLC và D, 1/7 TQLC được trực thăng vận về phía đông bắc các vị trí kiên cố của địch và nhanh chóng di chuyển về phía nam để giao chiến với các vị trí bên sườn trái của QĐNDVN nhằm giảm bớt áp lực chiến đấu thuộc Tiểu đoàn 5 TQLC hiện đã bị một lực lượng cố thủ lớn của QĐNDVN chốt chặn, 2 đại đội nhanh chóng tiến lên nhưng sớm bị áp đảo trước hỏa lực vũ khí tự động hạng nặng và hàng loạt đạn cối nổ lớn 82 mm. Đại đội D, 1/7 TQLC chịu nhiều thương vong và họ liền điện đài đòi trực thăng Medevac tới đón nhưng mọi yêu cầu đều bị từ chối vì trời quá tối. Tuy vậy, một chiếc trực thăng CH-53 vừa thả Đại đội E, 2/7 TQLC tại bãi đáp ban đầu đã nghe thấy tiếng gọi tuyệt vọng và được điều động đến bãi đáp ngay giữa trận địa. Khi chiếc trực thăng quay trở lại căn cứ không quân Đà Nẵng, người ta ghi nhận tổng cộng 57 lỗ thủng ở hai bên hông do đạn cối nổ và hỏa lực của vũ khí tự động trong quá trình hạ cánh trên chiến trường. Sự hiện diện bất ngờ của Lực lượng Phản ứng hùng hậu của Sư đoàn 1 TQLC ở sườn phía bắc khiến các đơn vị QĐNDVN phải tháo chạy và rút lui vội vàng về phía tây nam, nhưng việc di chuyển này buộc họ phải trả giá đắt. Một khi binh sĩ QĐNDVN rời khỏi công sự bảo vệ thì họ sẽ dễ dàng trở thành mục tiêu trước hỏa lực yểm trợ từ phía lực lượng TQLC.:72–3
Sự xuất hiện của lực lượng tiếp viện TQLC ở sườn phía bắc đã khiến QĐNDVN cố gắng rút lui vội vàng trong đêm, phơi mình trước hỏa lực vũ khí yểm trợ của TQLC. Trong lúc đó, TQLC số 5 cho tập hợp lực lượng lại và sơ tán thương binh. Bản thân TQLC đã thiệt mạng 71 người và 139 người bị thương trong trận đánh này. Sáng hôm sau, khi các tiểu đoàn càn quét khu vực chiến đấu, có 476 lính QĐNDVN thiệt mạng trong và xung quanh cánh đồng lúa đang tranh chấp cũng như khu phức hợp hàng rào ghê gớm và 31 món vũ khí bị tịch thu. QĐNDVN và TQLC bèn phát lệnh ngừng bắn không được tuyên bố mà mỗi bên đều cố đưa binh sĩ tử trận của phe mình ra khỏi chiến trường.:73–4

## Hậu quả
Hành động từ ngày 2 đến ngày 3 tháng 6 đánh dấu trận chiến quan trọng cuối cùng của Chiến dịch Union II. Thủy quân lục chiến tuyên bố thương vong của QĐNDVN là 701 người chết và 23 người bị bắt, một tỷ lệ thuận lợi với 110 lính thủy quân lục chiến thiệt mạng và 241 người bị thương. Đối với các hành động ở cả Union I và Union II, TQLC số 5 và tất cả các đơn vị dưới quyền chỉ huy tác chiến của đơn vị này, bao gồm cả các đại đội lực lượng phản ứng của sư đoàn thuộc Đại đội D, 1/7 TQLC và Đại đội E, 2/7 TQLC đều được nhận Biểu chương Đơn vị Tổng thống vì hành động của mình trong Chiến dịch Union II do Tổng thống Lyndon Johnson trao tặng.:74 Chỉ trong vòng ba tháng tham chiến mà Sư đoàn 2 QĐNDVN không còn là lực lượng chiến đấu hữu hiệu nữa.